# Xavier Mabille
Pour les articles homonymes, voir Mabille.

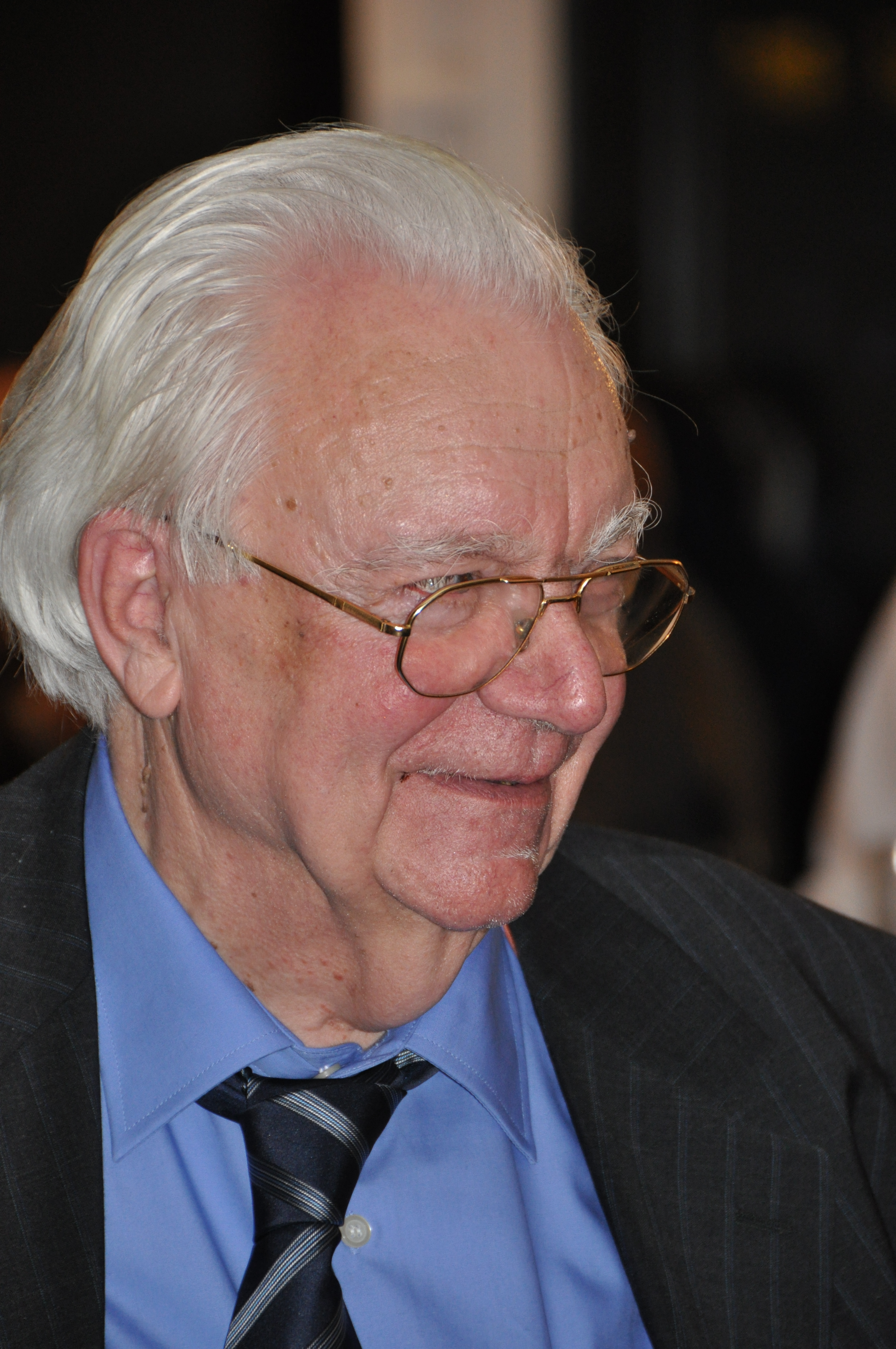
Xavier Mabille aux 50 ans du CRISP

Xavier Mabille, né le 3 juillet 1933 à Anderlecht et mort le 24 décembre 2012 à Bruxelles, est un politologue et historien belge. Il a notamment succédé à Jules Gérard-Libois comme directeur général du Centre de recherche et d'information socio-politiques (CRISP), basé à Bruxelles, avant d'en devenir président puis président honoraire. De 1975 à 2000, il est considéré comme l'un des principaux commentateurs de la vie politique belge.

## Biographie
Xavier Mabille commence sa vie professionnelle comme simple employé dans une agence bancaire.
D'origine modeste, autodidacte (il a dû abandonner ses études secondaires et n'a jamais fait d'études supérieures), il intègre le CRISP en juillet 1960, un peu plus d'un an après sa fondation par Jules Gérard-Libois. Après y avoir été rédacteur en chef du Courrier hebdomadaire, Xavier Mabille devient directeur des publications, puis directeur général, président-directeur général et enfin président (depuis sa retraite officielle en 1999 jusqu'en mai 2012).
Il entre pour la première fois à l'université pour y donner cours: d'abord à l'UCL, puis aux Facultés universitaires Saint-Louis et à l'ULB.
Durant de nombreuses années, il participera aux soirées électorales de la RTBF. Il y fait preuve d'une mémoire phénoménale des résultats électoraux belges, qui l'amène parfois à contester en direct les scores que certains ténors de la politique belge s'attribuent à eux-mêmes.

## Réalisations
Outre de très nombreux Courriers hebdomadaires du CRISP, il est l’auteur de trois livres sur l’histoire de la Belgique parus au CRISP : Histoire politique de la Belgique (quatre éditions de 1986 à 2000), La Belgique depuis la Seconde guerre mondiale (2003) et Nouvelle histoire politique de la Belgique (2011). Il a également publié Le CRISP - 50 ans d'histoire en 2009.
Parallèlement à ses écrits politiques, il a tenu une chronique de poésie, son autre grande passion, dans le Journal des Procès.
Il est décédé le 24 décembre 2012, après avoir refusé tout acharnement thérapeutique, des suites d'un cancer qui l'avait amené à abandonner ses dernières fonctions au CRISP.

## Hommages et distinctions
- Commandeur de l'Ordre de Léopold
- Chevalier de l'Ordre de la Couronne
- Officier de l'Ordre national du Mérite

Depuis 2015, l'Association belge francophone de science politique décerne une année sur deux le Prix Xavier Mabille de la meilleure thèse en science politique soutenue dans une université belge francophone.